# Јанкулешти (Сату Маре)
Јанкулешти (рум. Ianculești) насеље је у Румунији у округу Сату Маре у општини Муничипиу Кареј. Oпштина се налази на надморској висини од 152 m.

## Становништво
Према подацима из 2002. године у насељу је живело 401 становника, од којих су сви румунске националности.